# Sampler (album)
Pour les articles homonymes, voir Sampler.
Un sampler, aussi appelé compilation promotionnelle, est un genre de compilation musicale généralement proposé à un prix réduit pour présenter un artiste ou une sélection d'artistes signés par un label discographique particulier.

## Histoire
Le format sampler devient populaire à la fin des années 1960, lorsque les labels ont cherché à promouvoir des artistes dont les œuvres étaient principalement disponibles sous forme d'album plutôt que de single, et qui n'avaient donc que peu d'occasions de se faire connaître par le biais de la diffusion à la radio, dominée par les singles. La plupart des samplers présentaient des morceaux déjà publiés, de sorte que lorsqu'ils échantillonnaient des artistes, ils échantillonnaient également les albums dont leurs morceaux étaient tirés. 
Le terme d'« album sampler » est également utilisé lorsqu'un album est distribué sur plusieurs disques dans le cas, par exemple, d'un vinyle dont la durée de lecture maximale est inférieure à la durée de l'album studio. Dans ce cas, des titres de samplers peuvent être ajoutés à chaque vinyle.

## Elektra Records
Le premier sampler est intitulé A Folk Music Sampler, publié par Elektra Records aux États-Unis en 1954, d'abord pour les stations de radio, puis réédité pour la vente au détail. Jac Holzman d'Elektra explique : « J'étais à la recherche d'un moyen de faire connaître notre catalogue spécialisé et distinctif à un grand nombre de personnes. En tant que cinéphile fanatique, je connaissais la valeur de la bande-annonce d'un film. J'ai transposé cela à l'industrie du disque. J'ai inséré une « clause de sampling » dans les contrats de tous les nouveaux artistes, m'autorisant à utiliser une piste de n'importe quel album, sans redevance... Sans obligation de redevance et avec seulement le coût brut de fabrication à prendre en compte, un bon sampler pouvait rapporter entre dix et vingt mille dollars. C'était le meilleur des mondes possibles. Nous faisions une promotion active de nos disques, le public payait pour ce privilège et obtenait une bonne valeur en retour, et Elektra était fertilisé par les bénéfices ».
À l'époque, le terme sampler était principalement utilisé pour une démonstration de travaux d'aiguille, et c'était la première fois que le mot était appliqué à une compilation musicale. Holzman était enthousiaste à l'égard de ce format, et Elektra a régulièrement publié des samplers à prix modique de son catalogue folk aux États-Unis tout au long des années 1950 et 1960. Au Royaume-Uni, le bureau d'Elektra décide d'utiliser des samplers pour tenter de positionner le label sur le marché, et a publié le sampler folk Fantastic Folk (1968) avant le Select Elektra (1968), plus orienté vers le rock.

## En Europe
The Rock Machine Turns You On de CBS Records, Gutbucket de Liberty Records, The 1969 Warner/Reprise Songbook de Warner Bros. Records (premier de la longue série Warner/Reprise Loss Leaders) et You Can All Join In d'Island Records ont été les premiers samplers publiés au Royaume-Uni et en Europe à un prix réduit, établissant la norme pour ceux qui allaient suivre. Bon nombre des artistes folk et rock les plus importants et les plus novateurs de l'époque figuraient sur les samplers de leurs labels respectifs, en particulier au Royaume-Uni, ce qui a permis à leurs œuvres de toucher un public qui leur aurait été inaccessible autrement. Les samplers des labels Island Records, CBS, Decca Records, Liberty Records, Vertigo Records et Harvest Records sont parmi les plus faciles à collectionner. À la fin des années 1970, cependant, le format devient moins pertinent.
À la fin des années 1970 et au début des années 1980, l'essor des labels indépendants de rock (par exemple Chiswick Records et Stiff Records au Royaume-Uni) et des groupes redonnent vie au sampler en tant qu'outil de marketing, mais le format était pratiquement mort en 1985 (le dernier sampler grand public, était le sampler de ZTT Records sorti en 1985). Depuis lors, l'influence croissante d'Internet en tant que moyen de distribution de contenu a rendu le format du sampler de plus en plus redondant.